# Mijn stad
Mijn stad is een single van de Nederlandse zanger Danny de Munk uit 1984. Het stond in 1985 als elfde track op het album Danny de Munk, waar het de tweede single van was, na Ik voel me zo verdomd alleen.

## Achtergrond
Mijn stad is geschreven door Herman van Veen en Karin Loomans en geproduceerd door Jurre Haanstra. Het is een levenslied dat een ode is aan de stad Amsterdam. In het lied worden negatieve aspecten benoemd om later te benoemen dat deze negatieve aspecten, samen met de positieve kanten van de stad, de stad de plek maakt dat hij is. De liedverteller noemt dat hij niet zou weten wat hij moet doen, als Amsterdam er niet was. Eén van de positieve punten die hij benoemd is het café Dansen bij Jansen, een studentencafé dat van 1977 tot 2013 in de stad te vinden was. Het lied wordt vaak gedraaid bij de thuiswedstrijden van de voetbalclub AFC Ajax. B-kant van de single was Vergeet nu maar je zorgen, welke ook op hetzelfde album als Mijn stad staat. De single heeft in Nederland de gouden status.

## Hitnoteringen
Het lied was zowel in Nederland als België succesvol. In de twee grootste hitlijsten van Nederland in 1984, de Nationale Hitparade en de Top 40, piekte het op de tweede plaats. Het was twee weken langer in de Nationale Hitparade te vinden, waar het twaalf weken te vinden was. In de Top 40 stond het dus tien weken in de lijst. Het bereikte de zeventiende plek in de Vlaamse Ultratop 50 in de negen weken dat het in deze lijst stond. 